# Hubberudssjön
Hubberudssjön är en sjö i Töreboda kommun i Västergötland och ingår i Göta älvs huvudavrinningsområde. Sjön har en area på 0,0738 kvadratkilometer och ligger 117 meter över havet.

## Delavrinningsområde
Hubberudssjön ingår i det delavrinningsområde (651236-140374) som SMHI kallar för Ovan Lutabyttan. Avrinningsområdets medelhöjd är 103 meter över havet och ytan är 78,77 kvadratkilometer. Det finns inga delavrinningsområden uppströms utan avrinningsområdet är högsta punkten. Friaån som avvattnar avrinningsområdet har biflödesordning 2, vilket innebär att vattnet flödar genom totalt 2 vattendrag innan det når havet efter 233 kilometer. Delavrinningsområdet består mestadels av skog (26 procent), öppen mark (12 procent) och jordbruk (51 procent). Avrinningsområdet har 0,16 kvadratkilometer vattenytor vilket ger det en sjöprocent på 0,1 procent. Bebyggelsen i området täcker en yta av 3,6 kvadratkilometer eller 3 procent av avrinningsområdet.